# 정성근
정성근(1955년 5월 28일 ~ )은 대한민국 방송인 출신 기업가 겸 정치인이다.

## 이력
그는 2014.03~2014 아리랑국제방송 최고경영자 CEO, 2004~2008 SBS 보도본부 논설위원, 1995 SBS 보도본부 보도국 정치부 차장을 역임했다. 2012년 제19대 총선, 2016년 제20대 총선에 경기 파주시 갑 새누리당 후보로 출마했으나 모두 낙선했다. 현재 직책은 자유한국당 경기도당 파주갑 당원협의회 운영위원장이다.

## 학력
- 1968 : 서울교동초등학교 졸업
- 1971 : 서울대학교사범대학부설중학교 졸업
- 1974 : 서울대학교사범대학부설고등학교 졸업
- 국제대학교 영어영문학과 중퇴
- 1982 : 중앙대학교 광고홍보학과 학사

## 경력
- 1982 ~ 1991 KBS 기자
- 1991 ~ 2012 SBS 기자
- 1995 SBS 보도본부 보도국 정치부 차장
- 2000 SBS 보도본부 보도국 국제부 부장
- 2002 SBS 보도본부 보도국 제2사회부장
- 2004 SBS 2004 아테네올림픽 현지 메인 MC
- 2004 ~ 2008 SBS 보도본부 논설위원
- 2007 고려대학교 일민국제관계연구원 최고위과정 수료
- 2008.6 기상청 동네예보 자문위원
- 2012 새누리당 공보위원
- 2013 서경대학교 겸임교수
- 2014 한국국제방송교류재단 겸임교수
- 2014.3 ~ 2014 아리랑국제방송 최고경영자 CEO
- 2014 문화체육관광부 장관 후보(자진 사퇴)
- 2015.7 ~ 2017.2 새누리당 경기도당 파주갑 당원협의회 운영위원장
- 2017.2 ~ 2018.9 자유한국당 경기도당 파주갑 당원협의회 운영위원장
- 2018.1 ~ 법무법인 해 상임고문

## 출연작
- 1988 ~ 1990 KBS2 스포츠쇼 앵커
- 1992 ~ 1993 SBS 8 뉴스 주말 앵커 (3, 4대)
- 1997 SBS 출발! 모닝와이드 아침종합뉴스 앵커 (2대)
- 1999 ~ 2000 SBS 출발! 모닝와이드 아침종합뉴스 앵커 (5대)
- 2000 ~ 2002 SBS 8 뉴스 주말 앵커 (15, 16대)
- 2008 ~ 2011 SBS 선데이 뉴스 플러스
- 2003년 2월 3일 ~ 2004년 4월 23일 SBS 나이트라인 앵커 (10대)
- 2011년 3월 21일 ~ 2012년 1월 10일 SBS 나이트라인 앵커 (15대)[1]

## 역대 선거 결과
|  | 42.5% |

|  | 34.42% |